# Chrysopa tibialis
Chrysopa tibialis är en insektsart som först beskrevs av Banks 1914.  Chrysopa tibialis ingår i släktet Chrysopa och familjen guldögonsländor. Inga underarter finns listade i Catalogue of Life.